# Zosterops conspicillatus
Zosterops conspicillatus là một loài chim trong họ Zosteropidae.